# Estádio Municipal Zinho de Oliveira
Estádio Municipal Zinho de Oliveira – wielofunkcyjny stadion w Marabá, Pará, Brazylia, na którym swoje mecze rozgrywa klub Águia de Marabá Futebol Clube.